# Tomasz Mackiewicz
Tomasz Mackiewicz (Działoszyn, 13 de enero de 1975 - Nanga Parbat, Pakistán; 26 de enero de 2018) fue un alpinista polaco.

## Primeros años y expediciones
Nace en Działoszyn (Polonia). A los 12 años, junto con sus padres, se trasladó a Częstochowa, donde más tarde cursó el bachillerato. Mientras vivió aquí, fue adicto a la heroína durante varios años.
En 2008, Mackiewicz fue galardonado con el premio a la "hazaña del año" junto con Mark Klonowski por una extensa travesía del monte Logan, en Estados Unidos. En 2009 ascendió al Khan Tengri, con 7 010 metros de altitud, como escalador en solitario. Intentó varias veces hacer cumbre en el Nanga Parbat en invierno. Mientras escalaba con Klonowski en 2015, alcanzó una altura de 7 400 m y en 2016, junto con la alpinista francesa Élisabeth Revol, alcanzó una altitud de 7 200 m en el Nanga Parbat. Fue el primer alpinista del mundo que escaló un ochomil en estilo alpino en invierno, por lo que fue nominado para el premio Piolet de oro.

## Desaparición
El 25 de enero de 2018, mientras intentaba su séptimo intento de ascensión invernal al Nanga Parbat, conocido como la "Montaña Asesina", en Pakistán, a 8 126 metros de altitud, Mackiewicz había alcanzado la cumbre desde la vertiente del Diamer junto a Revol. En la cumbre, Revol se percató del mal estado de Mackiewicz y comenzó a descenderlo. Según Revol, Mackiewicz no podía andar, ver ni comunicarse y sangraba abundantemente por la boca y la nariz. Lo protegió del viento en una grieta, pidió ayuda e inició el descenso de la montaña. Mackiewicz había sufrido congelaciones graves y ceguera por la nieve. También se cree que se encontraba en las últimas fases de un edema pulmonar de altitud y un edema cerebral de altitud. Revol tenía congelaciones leves en cinco dedos de los pies.
Se pidió rescate a otro equipo polaco que estaba intentando una cumbre cercana del K2. El 27 de enero de 2018, el equipo de rescate, que incluía a Denis Urubko y Adam Bielecki, fue dejado por un helicóptero a 4 900 metros en la montaña. El equipo rescató a Revol a 6 026 metros y la puso a salvo. Mackiewicz, que se creía que estaba en su tienda a unos 7 400 metros, no pudo ser rescatado debido al mal tiempo y a una tormenta de nieve.
Ludovic Giambiasi, compañero de Revol, escribió en un post de Facebook:

El rescate de Tomasz lamentablemente no es posible - debido al clima y la altitud pondría la vida de los rescatistas en peligro extremo, Es una decisión terrible y dolorosa [...] Todos nuestros pensamientos están con la familia y los amigos de Tomek. Estamos llorando.

Revol fue trasladada posteriormente a Islamabad para recibir tratamiento. Lo más probable es que Mackiewicz muriera en 24 horas, pero se desconoce la causa y no se ha encontrado su cuerpo.
En marzo de 2018, su padre recibió un certificado de defunción de Pakistán, en el que figuraba como fecha de fallecimiento el 30 de enero de 2018.